# Chris Norman
Chris Norman, nato Christopher Ward Norman (Redcar, 25 ottobre 1950), è un cantante inglese di soft rock. È stato il cantante principale degli Smokie, con la quale negli anni '70 ha riscosso successo.

## Biografia
Norman comprò la sua prima chitarra all'età di sette anni, e nei primi anni venne influenzato molto da Elvis Presley, Little Richard e Lonnie Donegan. Nel 1962 la famiglia si trasferì a Bradford, città natale della madre di Norman, dove quest'ultimo incontrerà Alan Silson e Terry Uttley, i futuri membri degli Smokie.
Nel 1965 Norman e Silson decisero di formare una banda, persuadendo anche Uttley e Ron Kelly, un amico di Uttley che suonava la batteria, che chiamarono inizialmente The Yen. Il gruppo si rinominò presto in The Elizabethans. Il gruppo cambiò nuovamente nome in Smokie nel 1973, quando Ron Kelly lasciò il gruppo e venne come batterista Pete Spencer, un loro vecchio amico.
Così nel 1975 uscì il loro album di debutto, Pass it Around.
Nel 1978 collaborò con Suzi Quatro nel realizzare un duetto, Stumblin' In, che gli diede il primo successo all'infuori degli Smokie.
Nel 1986 la sua canzone Midnight Lady diventò un successo in tutta Europa, particolarmente in Germania, dove mantenne il primo posto per sei settimane e dove riuscì a vendere 900,000 dischi.

## Vita privata
Norman ha incontrato sua moglie nel 1967 a Elgin, in Scozia, che ha poi sposato il 16 marzo 1970. La coppia ha sei figli (Brian, Sharon, Paul, Michael, Steven e Susan Jane): per 23 anni hanno tutti vissuto sull'Isola di Man.

## Discografia
- 2009: The Hits! From Smokie and solo years
- 2007: Close Up
- 2006: Coming Home
- 2006: Million Miles
- 2005: One Acoustic Evening - DVD (Live At The Private Music Club/Live In Vienna)
- 2005: One Acoustic Evening - CD (Live At The Private Music Club/Live In Vienna)
- 2004: Break Away
- 2004: The Very Best Of Chris Norman, Part II
- 2004: The Very Best Of Chris Norman, Part I
- 2003: Handmade
- 2001: Breathe Me In
- 2000: Love Songs
- 1999: Full Circle
- 1997: Christmas Together
- 1997: Into The Night
- 1995: Reflections
- 1995: Every Little Thing
- 1994: Screaming Love Album
- 1994: The Album
- 1993: Jealous Heart
- 1992: The Growing Years
- 1991: The Interchange
- 1989: Break The Ice
- 1987: Different Shades
- 1986: Some Hearts Are Diamonds
- 1982: Rock Away Your Teardrops